# 肖蒙城堡
肖蒙城堡（法語：Château de Chaumont）是位於法國城市卢瓦尔河畔肖蒙的一座法式城堡。城堡始建於10世紀時期。自1840年開始，肖蒙城堡被列為法國歷史紀念建築。

## 外部連結
- Official website for Chaumont （页面存档备份，存于） （法文）

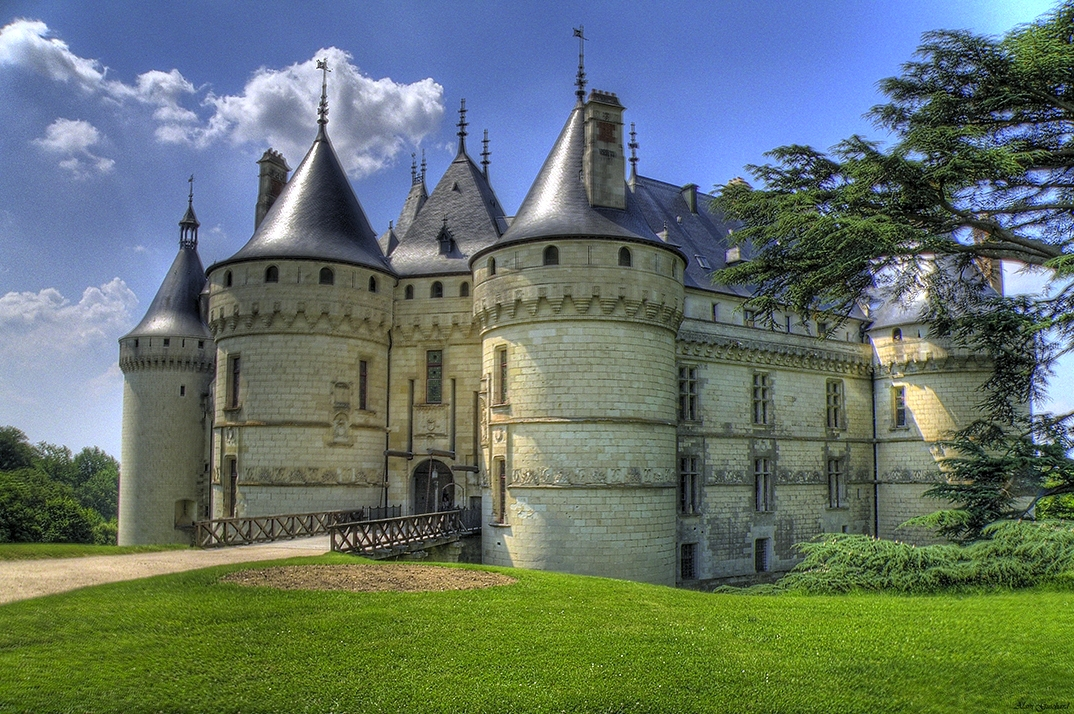
肖蒙城堡

- Photos of Château de Chaumont and other Loire castles （页面存档备份，存于）